# Bierne palenie tytoniu

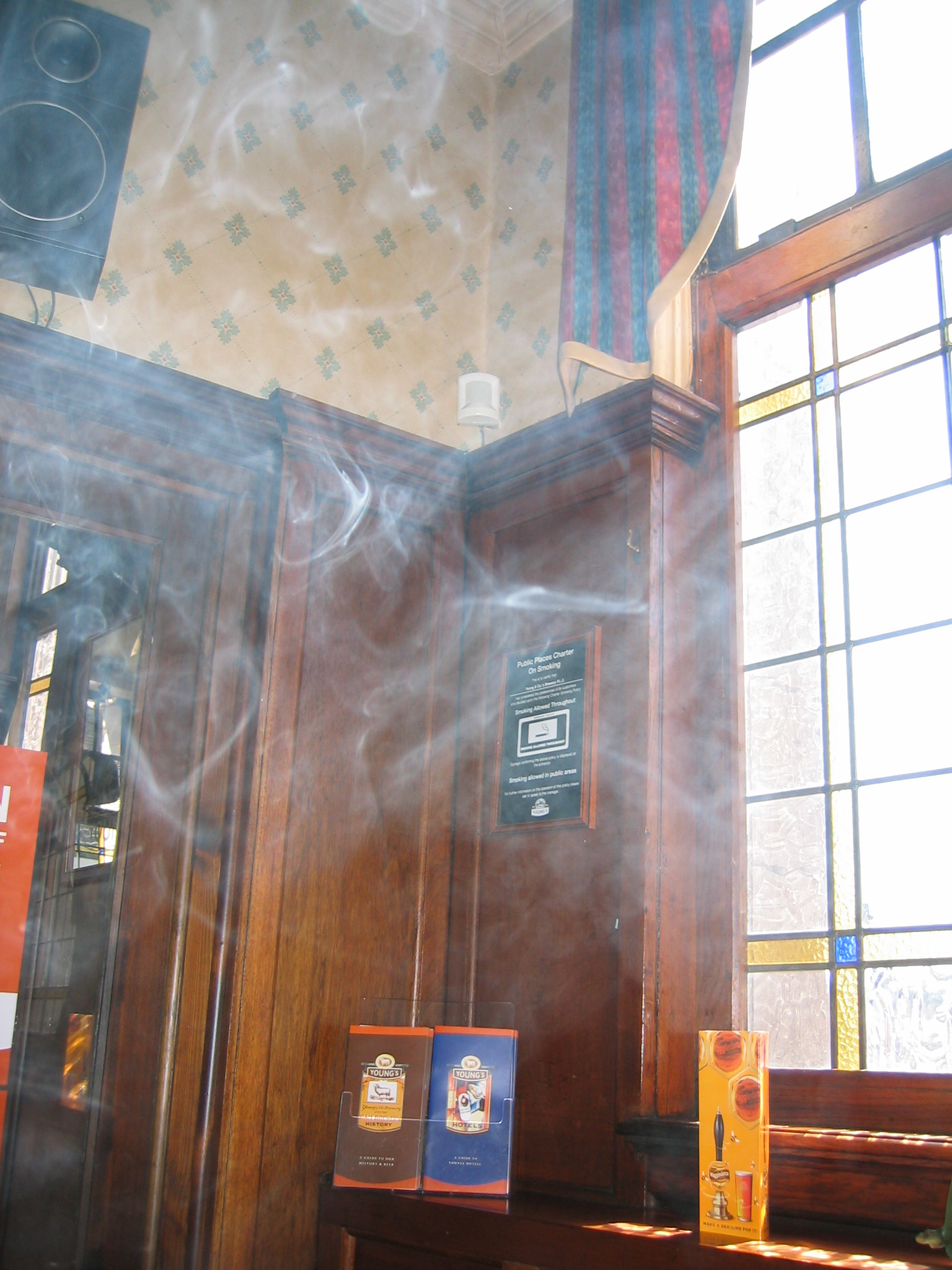
Dym tytoniowy wypełniający wnętrze jednego z irlandzkich pubów, zanim zakaz palenia w miejscach publicznych wszedł w życie 29 marca 2004.

Bierne palenie tytoniu, ang. passive smoking lub dym tytoniowy środowiskowy (ekspozycja na dym tytoniowy środowiskowy), ang. environmental tobacco smoke, ETS (exposure to environmental tobacco smoke) - występuje, gdy dym z wyrobu tytoniowego używanego przez jedną osobę oraz dym przez nią wydychany zostaje wdychany przez innych.
Wyrażenie bierne palenie (Passivrauchen) zostało ukute w III Rzeszy.
Aktualne dowody naukowe wykazują, że bierna ekspozycja na dym tytoniowy może przyczynić się do śmierci i chorób, wśród których są schorzenia przewlekłe prowadzące do inwalidztwa. Ocenia się, że z powodu biernego palenia rocznie umiera w Polsce 1 tys., w USA 53 tys., a na całym świecie około 600 tysięcy osób. Badania WHO wykazały, że wraz z upływem czasu od momentu przerwania ekspozycji zmniejsza się ryzyko wystąpienia raka płuc i ekspozycja sprzed 15 lat na dym tytoniowy osób, które nie palą, nie zwiększa już ryzyka zachorowania na raka płuca.

## Efekty długotrwałe
Badania dostarczyły naukowych dowodów, że bierne palenie tytoniu powoduje te same problemy jak palenie bezpośrednie, włączając raka płuc, choroby układu krążenia oraz schorzenia płuc takie jak przewlekła obturacyjna choroba płuc, zapalenie oskrzeli i astma. Metaanalizy danych pokazały, że dla osób niepalących mieszkających z partnerami, którzy palą w domu, ryzyko zachorowania na raka wzrosło o 20–30%, natomiast dla osób narażonych na dym tytoniowy w miejscu pracy wzrost ryzyka wynosił 16–19%.
Biernemu paleniu jest przypisywany szeroki wachlarz negatywnych efektów, niezależnie od tego, czy ekspozycja na dym jest krótkotrwała, czy też częsta lub długa. Niektóre przejawy:
- Zwiększone ryzyko zachorowania na raka płuc
  - Oddziaływanie biernego palenia na powstanie raka płuc zostało poddane rozległym studiom. Badania z Europy (1998[12]), Wielkiej Brytanii (1998[13][14]), USA (1986[15][16], 1992[17], 1997[18], 2001[19], 2003[20]) i Australii (1997[21]) konsekwentnie wykazały znaczący wzrost ryzyka pośród osób biernie palących.
- Zwiększone ryzyko zachorowania na raka[22]
  - Międzynarodowa Agencja Badań nad Rakiem doszła do wniosku, że „bierne palenie jest czynnikiem rakotwórczym z grupy 1.”[23]
- Zwiększone ryzyko chorób serca[24]
- Zwiększone ryzyko poronienia i wad wrodzonych[25]
- Zwiększone ryzyko śmierci łóżeczkowej[26]
- Zwiększone ryzyko zachorowania na astmę, u dzieci[27] i u dorosłych[28][29]
- Zwiększone ryzyko infekcji płucnych
- Zwiększone ryzyko infekcji ucha[30]
- Zwiększone ryzyko wystąpienia u dzieci alergii i śmierci[31]
- Zaostrzenie astmy i alergii[32]

Chociaż natura biernego palenia sprawia, że badanie jego wpływów na zdrowie jest utrudnione, metaanalizy z całego świata wskazują, że zagrożenia ze strony biernego palenia są znaczące.

## Efekty krótkotrwałe
Osoba z astmą może doświadczać ataków spowodowanych przez palenie czynne i bierne bez względu na to czy są dorosłymi, czy dziećmi (wspierające wezwania do zakazania palenia).
Dym tytoniowy jest alergenem i osoby cierpiące na alergię mogą mieć zatkany, cieknący nos, załzawione oczy, mogą kichać, kaszleć i mieć uczucie duszności oraz inne typowe objawy alergii w ciągu kilku minut od ekspozycji. Niektórzy ludzie bez rozpoznanych uczuleń i bez astmy mogą kaszleć w wypełnionych dymem pokojach, a także mieć bóle głowy, czuć nudności, senność oraz doświadczać innych dolegliwości, podczas gdy normalnie nie wykazywaliby takich objawów bez obecności dymu. Wielu byłych palaczy oraz tych, który chcą rzucić, wolą nie czuć dymu tytoniowego, bo może to spowodować u nich ochotę zapalenia. Wiele osób po prostu nie lubi tego zapachu, który przesiąka włosy i ubranie.
Wiele spośród tych krótkotrwałych efektów ulega przerwaniu wraz z zakończeniem ekspozycji. Jednakże uważa się, że powtarzana ekspozycja powoduje poważniejsze skutki długoterminowe.

### Badania epidemiologiczne nad biernym paleniem
Badania epidemiologiczne wykazują, że niepalący wystawieni na działanie dymu tytoniowego są zagrożeni wieloma problemami zdrowotnymi związanymi z bezpośrednim paleniem.
W 1992 Journal of the American Medical Association opublikował przegląd dostępnych dowodów z badań epidemiologicznych i innych prac naukowych dotyczących powiązania biernego palenia z chorobami serca i oszacowano, że bierne palenie było odpowiedzialne za 35 tys. do 40 tys. zgonów na rok w Stanach Zjednoczonych we wczesnych latach 1980. Niektóre badania podają, że niepalący, którzy żyją z palaczami mają o 25% większe prawdopodobieństwo śmierci z powodu zawału serca oraz bardziej prawdopodobne, że będą mieć udar mózgu i rzadko rozwinie się u nich rak narządów płciowych. Niektóre badania, takie jak Helena Study sugerują, że ryzyko niepalących może być nawet większe niż w tym oszacowaniu. Helena Study podaje, że ekspozycja na dym tytoniowy od innej osoby zwiększa ryzyko wystąpienia chorób serca u niepalących aż o 60%. Rodzice, którzy palą wydają się być czynnikiem ryzyka dla dzieci i niemowląt powiązanym z niską masą urodzeniową, zespołem nagłej śmierci łóżeczkowej (SIDS), zapaleniem oskrzeli, płuc oraz ucha środkowego.
W 2002 roku grupa 29 ekspertów z 12 państw zebrała się na konwencji Programu Monograficznego Międzynarodowej Agencji do Spraw Badań nad Rakiem (International Agency for Research on Cancer – IARC) podlegającej Światowej Organizacji Zdrowia i poddali rewizji wszystkie ważniejsze dowody związane z paleniem tytoniu i występowaniem raka. Oto ich wnioski: Metaanalizy wykazują, że istnieje statystycznie znaczące i spójne powiązanie pomiędzy rakiem płuca u małżonek palaczy (lub małżonków palaczek), a ekspozycją na bierne palenie tytoniu. Zwiększenie ryzyka wynosi 20% dla kobiet i 30% dla mężczyzn i pozostaje takim po skontrolowaniu pewnych potencjalnych stronniczych źródeł i udowadniających nieprawdziwość.
Dodatkowo, badania oceniające bierne palenie bez przyglądania się partnerom palaczy wykazały, że wysoka całkowita ekspozycja na bierne palenie jest związana z jeszcze większym ryzykiem niż od palących partnerów i jest szeroko rozpowszechniona u osób niepalących.
Australijska Narodowa Rada do Spraw Astmy cytuje badania wykazujące, że: ekspozycja na dym tytoniowy środowiskowy jest prawdopodobnie najważniejszą substancją zanieczyszczającą w mieszkaniach, zwłaszcza gdy znajdują się w nich małe dzieci:
- Palenie przez jedno z obojga rodziców, a zwłaszcza matkę zwiększa ryzyko wystąpienia astmy u dzieci.14,15,<LE III-2>
- Perspektywy dla wczesnodziecięcej astmy są mniej korzystne w przypadku domów, w których się pali.15,<LE III-2>
- Dzieci z astmą, które są narażone na palenie w swoim domu generalnie mają poważniejszy przebieg choroby.16,<LE III-1>
- Wielu dorosłych z astmą podaje środowiskowy dym tytoniowy jako przyczynę wyzwalającą objawy choroby.17,<LE III-1>
- Zdiagnozowana przez lekarzy astma jest bardziej powszechna pośród niepalących dorosłych narażonych na środowiskowy dym tytoniowy niż u tych, którzy nie są narażeni. Pośród ludzi z astmą wyższa ekspozycja na bierne palenie jest związana z większym ryzykiem poważnych ataków.18,<LE III-2>

We Francji wykazano, że bierne palenie jest przyczyną 3 tys. – 5 tys. przedwczesnych zgonów co roku, a premier Dominique de Villepin podczas obwieszczenia o zakazie palenia w całym kraju zacytował jeszcze większe oszacowania: „że jest przyczyną więcej niż 13 śmierci na dzień. Jest to nieakceptowalna rzeczywistość w naszym kraju pod względem zdrowia publicznego”.
Wprowadzone w Polsce w 2010 r. przepisy ograniczające palenie tytoniu w miejscach publicznych spowodowały zmniejszenie liczby hospitalizacji z powodu zawału serca o 3,4% rocznie. Przepisy dotyczące używania wyrobów tytoniowych i papierosów elektronicznych, obejmują też Zakłady Karne i Areszty Śledcze, gdzie osadzeni i tymczasowo skazani, deklarujący nieużywanie wyrobów tytoniowych, nie mogą przebywać w celach mieszkalnych, z osobami palącymi, a także przepisy wg ustawy antynikotynowej regulują kwestie, dotyczące używania wyrobów tytoniowych i papierosów elektronicznych w zakładach pracy.